# 龍亢郡
龙亢郡，中国南北朝时设置的郡。
南朝梁普通六年（525年）置龙亢郡，属西徐州，治所在龙亢城（今安徽省怀远县西北龙亢镇）。辖境相当今安徽省怀远县西境部分地。太清三年（549年）被东魏占领，东魏置龙亢县。北齐、北周沿置，属谯州。隋文帝开皇三年（583年）废龙亢郡。